# Gahnia marquisensis
Gahnia marquisensis är en halvgräsart som beskrevs av Forest Buffen Harkness Brown. Gahnia marquisensis ingår i släktet Gahnia och familjen halvgräs.
Artens utbredningsområde är Marquesasöarna. Inga underarter finns listade i Catalogue of Life.